# Јеврејски календар
Јеврејски календар (хебр. הלוח העברי) или жидовски календар је годишњи календар који се користи у јудаизму. Он одређује дане жидовских празника, прикладне делове Торе за јавна читања, Јахрцајте (датуме жаљења за преминулим члановима родбине), и специфичне дневне псалме који се читају. Такође је у званичној употреби у држави Израел. Користиле су се два најважнија облика календара: опсервацијски облик који се користио пре уништења Другом храма 70. године, и темељен на посматрању месечевих мена, те облик заснован на правилима кога је први описао Мајмонид 1178. године, а који је усвојен у прелазном периоду између 70. и 1178. године.
„Модерни” облик је лунисоларни календар темељен на правилима, сличан кинеском календару, који мери месеце дефинисане према месечевим циклусима, као и године мерене у сунчевим циклусима, те различит од чисто лунарног исламског календара и готово чисто соларног грегоријанског календара. С обзиром на око 11 дана разлике између дванаест лунарних месеци и једне соларне године, календар се понавља у метоничким 19-годишњим циклусима од 235 лунарних месеци, с додатним лунарним месецом који се додаје сваке две или три године, односно седам пута сваких 19 година. Како се хебрејски календар развио у области источно од Медитерана, референце на годишња доба се односе на време и климу северне хемисфере.
За данашњи облик јеврејског календара каже се да га је увео синедрионски првосвештеник Хилел II негде око 359. године н. е. Користе га Јевреји широм света за одређивање датума верских празника и званични је календар државе Израел. Овај календар је комбинованог луни-соларног типа, што значи да би његова просечна година требало да одговара тропској години, а месеци синодичком. То је веома компликован захтев, па је такав и сам календар.
Проста година Јеврејског календара има 353, 354 или 355, а преступна 383, 384 или 385 дана. Три различита трајања називају се скраћена, обична и пуна година. Проста година има 12, а преступна 13 месеци. Сваки месец почиње, отприлике, у време младог месеца. Називи месеца и број дана у њима дати су у следећој табели:
| Назив    | Скраћена година | обична година | пуна година |
| -------- | --------------- | ------------- | ----------- |
| Тишри    | 30              | 30            | 30          |
| Хешван   | 29              | 29            | 30          |
| Кислев   | 29              | 30            | 30          |
| Тевет    | 29              | 29            | 29          |
| Шеват    | 30              | 30            | 30          |
| (Адар I) | 30              | 30            | 30          |
| Адар II  | 29              | 29            | 29          |
| Нисан    | 30              | 30            | 30          |
| Ијар     | 29              | 29            | 29          |
| Сиван    | 30              | 30            | 30          |
| Тамуз    | 29              | 29            | 29          |
| Ав       | 30              | 30            | 30          |
| Елул     | 29              | 29            | 29          |
| Укупно:  | 353 / 383       | 354 / 384     | 355 / 385   |

Месец Адар I постоји само у преступној години, док се у простој месец Адар II зове просто „Адар”. У обичној години месеци имају наизменично 29 и 30 дана. У пуној години месец Хешван има један дан више, а у скраћеној Кислев један дан мање. Преступне су оне године које при дељењу са 19 дају остатак 0, 3, 6, 8, 11, 14 или 17. Први дан у јеврејској години је 1. тишри (Рош а’Шана), мада се као нова година слави и 15. шеват (Ту Б’шеват). Јеврејски дан не почиње у поноћ, већ заласком сунца. Први дан у години, Рош а’Шана, одређује се на следећи начин:
1. Година почиње на дан младог месеца који пада отприлике 354 дана (или 384 ако је претходна

година била преступна) након почетка претходне године.
1. Ако млад месец пада после подне тога дана, година почиње један дан касније.
2. Уколико тај дан пада у недељу, среду или петак, година почиње (још) један дан касније.
3. Уколико би претходна година требало сада да има 356 дана, што није дозвољено, почетак нове година се помера за два дана уназад.
4. Уколико би претходна година требало да има 382 дана, што није дозвољено, нова година почиње један дан касније.

За датум младог месеца се узима израчуната вредност, а не прави датум. Треба знати да Јевреји један сат деле на 1080 „делова”. Према јеврејском веровању, млад месец којим је почела прва година по настанку света појавио се 5 сати и 204 дела сата након заласка сунца (што ће рећи негде близу поноћи 6. октобра 3761. п. н. е.). Сваки наредни млад месец израчунава се тако што се на ово време додаје дужина трајања синодичког месеца од 29 дана 12 сати и 793 дела сата. У јеврејском календару године се броје од настанка света за који се верује да је био 3761. п. н. е. Те године је почела 1. АМ (Anno Mundi – година од настанка света). Године 2003. почела је јеврејска година АМ 5764.

## Структура
Јеврејски календар је лунисоларни календар или „фиксна лунарна година”; састоји се од 12 лунарних месеци од 29 или 30 дана; интеркаларни лунарни месец (тринаести) се додаје 7 пута у сваких 19 година (сваких две или три године), како би се 12 лунарних месеци синхронизовало са, нешто дужом, соларном годином. Сваки јеврејски лунарни месец почиње са младим Месецом; првобитно је морао бити опажен срп младог Месеца, о чему су сведочили очевици, али се време младог Месеца сада одређује математички.
Истовремено тече седмични циклус, што одговара седмодневном периоду из Књиге постања, у којем је створен свет. Имена седмичних дана су, као и у причи из Постања, једноставно број дана унутар седмице, при чему је Шабат (Shabbat - субота) седми дан. Јеврејски дани теку од једног заласка Сунца до другог, што значи да стандардно време и часовна зона немају места у хебрејском календару.
Дванаест редовних месеци су: Нисан (30 дана), Ијар (Iyar, 29 дана), Сиван (30 дана), Тамуз (Tammuz, 29 дана), Ав (30 дана), Елул (29 дана), Тишри (Tishrei, 30 дана), Хешван (Cheshvan, 29 или 30 дана), Кислев (29 или 30 дана), Тевет (29 дана), Шеват (Shevat, 30 дана) и Адар (29 дана). У преступним годинама постоји још и месец Адар I (30 дана), који се умеће после Шевата, те се редовни месец Адар означава као „Адар II”.
Први месец године је нисан. Петнаести дан нисана је почетак празника Пасха (Pesach), што би одговарало пуном Месецу у календарском месецу нисан. Песах је пролећни фестивал, повезан са жетвом јечма, те је уметан интеркаларни месец како би се то одржало. Најкасније од 12. века то је одређивано математички, али традиција држи да пре тога 1. нисан није почињао ако јечам није био зрео (могло је бити посматрано и воће на дрвећу, а и сама равнодневица); у противном би био уметан интеркаларни, тринаести, месец.
Иако Библија означава овај месец (не називајући га Нисан) као први месец године, празник почетка године Рош Хашана („Глава године”, односно „Почетак године”) се у ствари слави на почетку седмог месеца, који се данас зове Тишри, па већина Јевреја данас види Тишри као де факто почетак године. Мада се у Тори помиње овај празник, није био сматран за почетак године, већ више као празник за рефлексију и сећање.

## Извори и историја
Тора (Torah) садржи неколико заповести у вези одржавања календара и лунарног циклуса.

### Дан
Дан је најмања јединица хебрејског календара. Углављен је по узору на причу из Постања и нема фиксну дужину. На основу исказа „... би вече и би јутро...”, хебрејски дан тече од заласка Сунца (почетак „вечери”) до следећег заласка. У овој шеми нема часовника, те се користи грађанско време. Мада грађанско време укључује локално усвојене конвенције, попут часовних зона и летњег времена, њима у хебрејском систему нема места. Грађанско време се користи само као референтна тачка - у изразима као: „Шабат почиње у толико-и-толико сати”. Стална прогресија заласка Сунца око планете и сезонске промене доводе до постепених промена времена од дана до дана, које потичу од видљивих астрономских појава (залазак Сунца) а не људских закона и конвенција. Уместо конвенције међународне датумске линије користи се јерусалимски антимеридијан - 35° 13’ источно од почетног меридијана.
Халахијски, тачно време када дани почињу или завршавају је неизвесно: ово време може бити било залазак сунца (шекија) или ноћ (tzait ha'kochavim, „када се појаве звезде“). Време између заласка сунца и сумрака (bein hashmashot) је неизвесног статуса. Тако (на пример) светковање Шабата почиње пре заласка сунца у петак и завршава се после ноћи у суботу, како би се осигурало да Шабат није прекршен без обзира када дође до прелаза између дана.
Уместо међународне конвенције о датумској линији, постоје различита мишљења о томе где се дан мења. Једно мишљење користи антимеридијан Јерусалима (налази се на 144°47' З, пролази кроз источну Аљаску). Постоје и друга мишљења. (Погледајте Међународну линију датума у јудаизму.)

### Недеље
Хебрејски календар следи седмодневни недељни циклус, који тече истовремено али независно од месечног и годишњег циклуса. Имена дана су једноставно редни број дана у недељи. На хебрејском ова имена могу бити скраћена употребом нумеричке вредности хебрејских слова, нпр. יום א׳ (Дан 1., или Јом Ришон (хебр. יום ראשון):
Јом Ришон (Yom Rishon (יום ראשון), skr. יום א׳ = „први дан” = недеља
Јом Шени (Yom Sheni) (יום שני), skr. יום ב׳ = „други дан” = понедељак
Јом Шлиши (Yom Shlishi) (יום שלישי), skr. יום ג׳ = „трећи дан” = уторак
Јом Реви'и (Yom Reviʻi) (יום רבעי), skr. יום ד׳ = „четврти дан” = среда
Јом Намиши (Yom Chamishi) (יום חמישי), skr. יום ה׳ = „пети дан” = четвртак
Јом Шиши (Yom Shishi) (יום ששי), skr. יום ו׳ = „шести дан” = петак
Јом Шабат (Yom Shabbat) (יום שבת ili češće שבת - Shabbat), skr. יום ש׳ = „Дан Сабата (Дан одмора)” = субота
Имена дана су такође названа по узору на причу из Постања: „... и би вече и би јутро, дан један”
Шабат има посебно место у седмичном циклусу. Има више посебних правила у вези с њим, о којима се расправља у истоименом талмудском трактату.
Реч „шабат” на хебрејском (שַׁבָּת) такође може значити „(талмудска) седмица”, тако да у ритуалној литургији фраза као „Yom Reviʻi bəShabbat” значи „четврти дан у седмици”.